# Eupithecia rosmarinata
Eupithecia rosmarinata is een vlinder uit de familie spanners (Geometridae). De wetenschappelijke naam is voor het eerst geldig gepubliceerd in 1865 door Dardoin & Millière.
De soort komt voor in Europa.